# Franco Bignotti
Franco Bignotti (Cellatica, 8 novembre 1930 – Milano, 16 febbraio 1991) è stato un fumettista italiano.

## Biografia
Dopo aver frequentato l'Accademia di Belle Arti di Brera, inizia a lavorare a Milano come grafico pubblicitario e illustratore di libri di fiabe e di testo per casa editrice Carroccio di Monza. Esordisce come autore di fumetti nel 1951 disegnando la serie Il piccolo centauro scritta da Gian Giacomo Dalmasso per la casa editrice Gioventù. Sempre su testi di Dalmasso disegnò dal 1952 al 1955 la serie El Bravo, pubblicata delle Edizioni Torelli. Contemporaneamente, nel 1952, collabora con la rivista La vispa Teresa, per la quale disegna tra l'altro un fumetto di fantascienza, La fanciulla dello spazio.
Nel 1956 iniziò la collaborazione per le edizioni Araldo, disegnando la serie di Hondo su testi di Gian Luigi Bonelli, poi Un ragazzo nel Far West nel 1958, scritta da Sergio Bonelli, la nuova edizione di Furio nella Collana Araldo nel 1964 e nel 1966 Gun Flint, pubblicata in appendice alla Nuova Collana Araldo.
Inizia a collaborare dal 1965 anche con la casa editrice Dardo, disegnando alcuni episodi delle serie Capitan Miki e, per l'editore francese Lug, disegna le serie Il grande Blek, Duncan Rescuer e Paso Kid mentre per la britannica Amalgamated Press disegna le serie western della collana Cowboy Comics Library e per la Fleetway subentra a Ivo Pavone nella serie argentina Verdugo Ranch scritta da Héctor Oesterheld.
Dal 1970 al 1991, disegna per la Bonelli, alternandosi ad altri autori, le serie Il Piccolo Ranger, Zagor, Mister No (nel 1975) e, dagli anni ottanta, Martin Mystère.
Muore a Milano il 16 febbraio 1991, a soli 60 anni.